# Střížovice u Kunžaku
Střížovice (deutsch Drösowitz, früher Drosowitz) ist eine Gemeinde in Tschechien. Sie liegt elf Kilometer östlich von Jindřichův Hradec und gehört zum Okres Jindřichův Hradec.

## Geographie

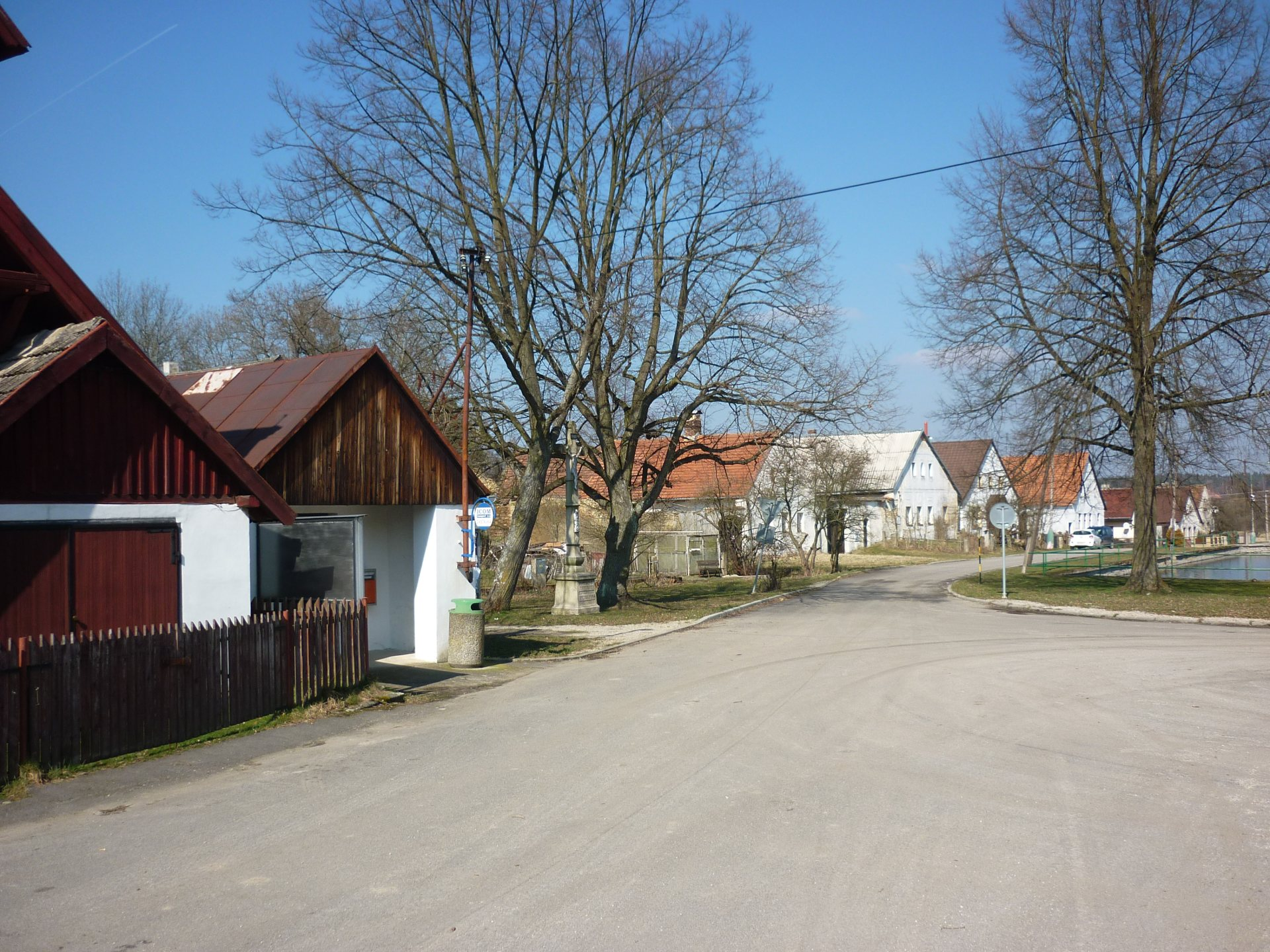
Střížovice – Dorfplatz

Střížovice befindet sich im Westen der Javořická vrchovina in einer hügeligen Teichlandschaft des Naturparkes Česká Kanada zwischen den Teichen Hejtman (Hauptmannteich), Střížovický rybník (Drosowitzer Teich) und Ratmírovský rybník (Rammerschlager Teich).
Südwestlich führt die Schmalspurbahnstrecke Jindřichův Hradec–Nová Bystřice durch das Tal des Hamerský potok, wo sich am Vosecký rybnik die Bahnstation Střížovice befindet.
Nachbarorte sind Vlčice und Nová Olešná im Norden, Strmilov im Nordosten, Budkov im Osten, Kunžak im Südosten, Lomy im Süden, Člunek und Hospříz im Südwesten, Malý Ratmírov im Westen sowie Mutyněves im Nordwesten.

## Geschichte
Erstmals urkundlich erwähnt wurde das Dorf im Jahre 1381, als der Neuhauser Bürger Otto genannt Kaldolt das Dorf Lomy und die Hälfte von Střížovice als erblichen Besitz an Niklas genannt Kadolt weiterreichte. Dieser vermachte seinen Anteil vier Jahre später an Hermann von Neuhaus auf Königseck.
Nach dem Erlöschen des Geschlechts von Neuhaus erhielten die Slawata 1604 den Besitz. Im Zuge einer Erbteilung fiel Střížovice zusammen mit Königseck an die Familie Liechtenstein-Kastelkorn in Telč.
1878 wurde Střížovice nach Königseck umgepfarrt. Zu dieser Zeit lebten im Dorf 419 Menschen. Durch Industrieansiedlungen stieg die Einwohnerzahl bis 1882 auf 453 an. 1899 nahm die Schmalspurbahn Jindřichův Hradec–Nová Bystřice den Verkehr auf. Am 1. Januar 1980 erfolgte zusammen mit Budkov und Vlčice die Eingemeindung nach Kunžak, seit 1990 ist Střížovice wieder eine selbstständige Gemeinde.

## Gemeindegliederung
Die Gemeinde Střížovice  besteht aus den Ortsteilen Budkov (Budkau), Střížovice (Drösowitz) und Vlčice (Wiltschitz), die zugleich auch Katastralbezirke bilden. Zu Střížovice gehören außerdem die Wohnplätze Krvavý (Rothwehr), Na Pustém und Rozkoš (Roskosch).

## Sehenswürdigkeiten
- Steinerner Brunnen aus dem 16. Jahrhundert, auf dem Vorplatz der Fa. Technocap
- über 300-jährige Esche in Budkov, Baumdenkmal
- Kapelle in Střížovice
- Kapelle der Jungfrau Maria in Vlčice, erbaut 1866
- Schloss Rozkoš
- Museum des Böhmischen Kanada in Vlčice
- Feste Budkov